# Sydvästöarna, Palau

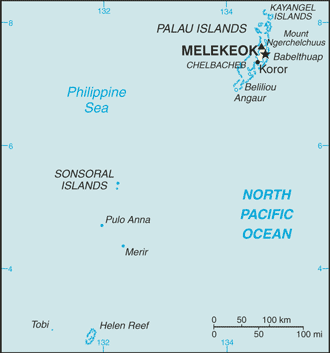
Palau

De Sydvästra Öarna är en ögrupp i Palau i Stilla havet.

## Geografi
Ögruppen har en areal på cirka 3,94 km² med endast cirka 60 invånare och är därmed de mest glestbefolkade delstaterna i Palau. Området ligger cirka 600 km sydväst om huvudön Babeldaob. De geografiska koordinaterna är 05°20′ N och 132°13′ Ö.
Ögruppen är delad i 2 delstater
- Sonsoral med öarna
- Fana, cirka 0,54
- Merir, cirka 0,90 km²
- Pulo Anna, cirka 0,50 km²
- Sonsoral, huvudön, cirka 1,36 km²

- Hatohobei med öarna
- Hatohobei, huvudön (även Tobi Island), cirka 0,60 km²
- Hotsarihie (även Helene Reef), cirka 0,03 km²
- Pieraurou (även Transit Reef), ingen landmassa

## Historia
Kejsardömet Tyskland köpte ögruppen 1899 som då blev del i Tyska Nya Guinea och under första världskriget ockuperades området i oktober 1914 av Japan. Japan erhöll förvaltningsmandat över området vid Versaillesfreden 1919.
Under andra världskriget användes ögruppen som militärbas av Japan tills USA erövrade området 1944.
1947 utsågs de Sydvästra öarna tillsammans med hela Karolineröarna till "Trust Territory of the Pacific Islands" av Förenta nationerna och förvaltades av USA.
I maj 1979 bildades den autonoma federationen Mikronesien med lokalt självstyre men den 1 januari 1981 lämnade hela Palau federationen för att bli en självständig stat i fri association med USA. Den 1 oktober 1994 blev landet helt självständigt.